# Morti nel 2009/Agosto
| Questa pagina contiene informazioni ricavate automaticamente dalle voci biografiche con l'ausilio del template Bio e di un bot. L'aggiornamento è periodico e automatico e ricostruisce completamente la pagina. Se manca una persona in questa lista, sei pregato di non aggiungerla, ma accertati piuttosto che la sua voce biografica contenga il template Bio e che i dati anagrafici siano correttamente compilati. Se il template Bio manca, inseriscilo tu stesso o, in alternativa, metti l'avviso {{tmp\|Bio}} che ne segnala la mancanza. Se i dati riportati sono sbagliati, correggi direttamente la voce biografica; le modifiche saranno visibili in questa lista entro pochi giorni. Per chiarimenti vedi il progetto biografie. La lista contiene solo le 139 persone che sono citate nell'enciclopedia e per le quali è stato implementato correttamente il template Bio. Pagina aggiornata al 10 ago 2025. |

- 1º agosto - Jerome Anderson, cestista e allenatore di pallacanestro statunitense (n. 1953)
- 1º agosto - Corazon Aquino, politica filippina (n. 1933)
- 1º agosto - Elvezio Massai, partigiano e scrittore italiano (n. 1920)
- 1º agosto - Naomi Sims, modella, imprenditrice e attivista statunitense (n. 1948)
- 2 agosto - Giorgio Azzaroni, pittore italiano (n. 1939)
- 2 agosto - Stan Brown, cestista statunitense (n. 1929)
- 2 agosto - Adolf Endler, scrittore, poeta e giornalista tedesco (n. 1930)
- 2 agosto - Giovanni Jervis, psichiatra italiano (n. 1933)
- 2 agosto - Rossana Ombres, poetessa, scrittrice e giornalista italiana (n. 1931)
- 2 agosto - Billy Lee Riley, cantante statunitense (n. 1933)
- 2 agosto - Francesco Tabladini, politico italiano (n. 1942)
- 3 agosto - Charles Gwathmey, architetto statunitense (n. 1938)
- 3 agosto - Nikolaos Makarezos, militare greco (n. 1919)
- 3 agosto - Ennio Parrelli, avvocato e politico italiano (n. 1924)
- 3 agosto - Vincenzo Regina, presbitero e storico italiano (n. 1910)
- 4 agosto - Hirotsugu Akaike, statistico giapponese (n. 1927)
- 4 agosto - Francesco Mastrogiovanni, anarchico italiano (n. 1951)
- 5 agosto - Einar Eriksson, sollevatore svedese (n. 1921)
- 5 agosto - Baitullah Mehsud, militare afghano
- 5 agosto - Jordi Sabater i Pi, etologo spagnolo (n. 1922)
- 5 agosto - Budd Schulberg, sceneggiatore, scrittore e giornalista statunitense (n. 1914)
- 5 agosto - Mario Tiddia, calciatore e allenatore di calcio italiano (n. 1936)
- 5 agosto - Hessa bint Salman Al Khalifa, sovrana bahreinita (n. 1928)
- 6 agosto - Cino Boccazzi, scrittore e alpinista italiano (n. 1916)
- 6 agosto - Riccardo Cassin, alpinista e partigiano italiano (n. 1909)
- 6 agosto - Savka Dabčević-Kučar, politica croata (n. 1923)
- 6 agosto - Willy DeVille, musicista e cantautore statunitense (n. 1950)
- 6 agosto - William Herbert Dray, filosofo canadese (n. 1921)
- 6 agosto - John Hughes, regista, sceneggiatore e produttore cinematografico statunitense (n. 1950)
- 6 agosto - Žarko Muljačić, linguista, glottologo e italianista jugoslavo (n. 1922)
- 7 agosto - Geoffrey W. Bromiley, presbitero, storico e teologo inglese (n. 1895)
- 7 agosto - Tamás Cseh, cantautore e attore ungherese (n. 1943)
- 7 agosto - Karsten Hansen, calciatore norvegese (n. 1926)
- 7 agosto - Ṭāhā Muḥyi al-Dīn Maʿrūf, politico iracheno (n. 1929)
- 7 agosto - Sergio Stefanini, cestista italiano (n. 1922)
- 8 agosto - Isabel Alfaro, cestista messicana (n. 1921)
- 8 agosto - Savino Dalla Puppa, canottiere italiano (n. 1929)
- 8 agosto - Daniel Jarque, calciatore spagnolo (n. 1983)
- 8 agosto - Barnett Rosenberg, chimico statunitense (n. 1926)
- 8 agosto - Orlando Rozzoni, calciatore e allenatore di calcio italiano (n. 1937)
- 9 agosto - Eduardo Falú, chitarrista e compositore argentino (n. 1923)
- 9 agosto - Massimiliano Fiondella, calciatore italiano (n. 1968)
- 9 agosto - Norberto Proietti, pittore e scultore italiano (n. 1927)
- 10 agosto - Lazare Gianessi, calciatore francese (n. 1925)
- 10 agosto - Ede Király, pattinatore artistico su ghiaccio ungherese (n. 1926)
- 10 agosto - Urpo Korhonen, fondista e scrittore finlandese (n. 1923)
- 10 agosto - Renzo Sambo, canottiere italiano (n. 1942)
- 10 agosto - Francisco Valdés, allenatore di calcio e calciatore cileno (n. 1943)
- 10 agosto - Fernando Vianello, economista italiano (n. 1939)
- 11 agosto - Gian Maria Gazzaniga, giornalista italiano (n. 1927)
- 11 agosto - Eunice Kennedy Shriver, statunitense (n. 1921)
- 11 agosto - Valerio Lazarov, produttore televisivo rumeno (n. 1935)
- 11 agosto - Henri Massal, ciclista su strada francese (n. 1921)
- 11 agosto - Kirby Minter, cestista statunitense (n. 1929)
- 12 agosto - Rashied Ali, batterista statunitense (n. 1933)
- 12 agosto - Ruth Ford, attrice statunitense (n. 1911)
- 12 agosto - Giovanni Oddo, triplista e allenatore di calcio italiano (n. 1913)
- 12 agosto - Les Paul, chitarrista e inventore statunitense (n. 1915)
- 13 agosto - Ramón Cobo, calciatore e allenatore di calcio spagnolo (n. 1928)
- 13 agosto - John Linley Frazier, assassino statunitense (n. 1946)
- 13 agosto - Loris Mora, allenatore di calcio e calciatore italiano (n. 1932)
- 13 agosto - Andries Nieman, pugile sudafricano (n. 1927)
- 13 agosto - Al Purvis, hockeista su ghiaccio canadese (n. 1929)
- 14 agosto - Alfonso Avanessian, pittore iraniano (n. 1932)
- 14 agosto - Yehoshua Robert Büchler, storico ceco (n. 1929)
- 14 agosto - Lavelle Felton, cestista statunitense (n. 1979)
- 14 agosto - Kimani Maruge, filantropo keniota (n. 1920)
- 15 agosto - Virginia Davis, attrice statunitense (n. 1918)
- 15 agosto - Mauro Mingardi, regista cinematografico italiano (n. 1939)
- 15 agosto - Sergio Persia, calciatore italiano (n. 1921)
- 15 agosto - André Prokovsky, ballerino, coreografo e direttore teatrale francese (n. 1939)
- 16 agosto - Richard Moore, regista e direttore della fotografia statunitense (n. 1925)
- 16 agosto - John Mulagada, vescovo cattolico indiano (n. 1937)
- 16 agosto - Cesare Maria Ottavi, ingegnere italiano (n. 1938)
- 16 agosto - Massimo Rinaldi, ingegnere e inventore italiano (n. 1929)
- 17 agosto - Gianni Basso, sassofonista e compositore italiano (n. 1931)
- 17 agosto - Paul Hogue, cestista statunitense (n. 1940)
- 17 agosto - Tullio Kezich, critico cinematografico, commediografo e sceneggiatore italiano (n. 1928)
- 17 agosto - Estela López, cestista paraguaiana (n. 1942)
- 17 agosto - Novruzali Mammadov, linguista e attivista azero (n. 1940)
- 17 agosto - Grażyna Miller, scrittrice e poetessa polacca (n. 1957)
- 18 agosto - Hildegard Behrens, soprano tedesco (n. 1937)
- 18 agosto - Rose Friedman, economista statunitense
- 18 agosto - Clemente Gotti, calciatore italiano (n. 1930)
- 18 agosto - Kim Dae-jung, politico sudcoreano (n. 1924)
- 18 agosto - Hugo Loetscher, scrittore, critico letterario e giornalista svizzero (n. 1929)
- 18 agosto - Elena Melik, giornalista e scrittrice italiana (n. 1919)
- 18 agosto - Fernanda Pivano, traduttrice, scrittrice e giornalista italiana (n. 1917)
- 18 agosto - Valeria Sabel, attrice italiana (n. 1928)
- 18 agosto - Geertje Wielema, nuotatrice olandese (n. 1934)
- 19 agosto - Harry Kermode, cestista canadese (n. 1922)
- 19 agosto - Bobby Thomson, allenatore di calcio e calciatore inglese (n. 1943)
- 20 agosto - Hans Biallas, calciatore tedesco (n. 1918)
- 20 agosto - Massimo Ercolani, pilota di rally sammarinese (n. 1957)
- 20 agosto - Semën Farada, attore russo (n. 1933)
- 20 agosto - Larry Knechtel, musicista e polistrumentista statunitense (n. 1940)
- 20 agosto - Genādijs Šitiks, calciatore e allenatore di calcio lettone (n. 1958)
- 21 agosto - Per Lindström, logico svedese (n. 1936)
- 22 agosto - Muriel Duckworth, attivista canadese (n. 1908)
- 22 agosto - Erkki Laine, hockeista su ghiaccio finlandese (n. 1957)
- 22 agosto - Alfredo Mariotti, basso italiano (n. 1932)
- 23 agosto - Nello Mariani, politico italiano (n. 1923)
- 23 agosto - Anna-Maria Müller, slittinista tedesca orientale (n. 1949)
- 23 agosto - Jan Sedivka, violinista e insegnante australiano (n. 1917)
- 23 agosto - Edzo Toxopeus, politico olandese (n. 1918)
- 24 agosto - Walter Aquenza, fumettista e illustratore italiano (n. 1927)
- 24 agosto - Alessandro Bardelli, canottiere italiano (n. 1914)
- 24 agosto - Virginio De Paoli, calciatore italiano (n. 1938)
- 24 agosto - Françoise Gouny, schermitrice francese (n. 1925)
- 24 agosto - Toni Sailer, sciatore alpino, allenatore di sci alpino e attore austriaco (n. 1935)
- 25 agosto - Edoardo Guglielmino, scrittore italiano (n. 1924)
- 25 agosto - Ted Kennedy, politico statunitense (n. 1932)
- 25 agosto - Mirja Lehtonen, fondista finlandese (n. 1942)
- 25 agosto - Ray Ramsey, giocatore di football americano e cestista statunitense (n. 1921)
- 25 agosto - Mandé Sidibé, politico maliano (n. 1940)
- 26 agosto - Luigi Ghedina, alpinista italiano (n. 1924)
- 26 agosto - Ellie Greenwich, cantautrice e produttrice discografica statunitense (n. 1940)
- 26 agosto - Egidio Marangoni, ciclista su strada italiano (n. 1919)
- 27 agosto - Santi Correnti, storico e latinista italiano (n. 1924)
- 27 agosto - Virginia Martin, attrice statunitense (n. 1927)
- 27 agosto - Angelo Mezzanotte, fotografo italiano (n. 1943)
- 27 agosto - Sergej Vladimirovič Michalkov, scrittore, poeta e librettista sovietico (n. 1913)
- 27 agosto - Virgilio Savona, cantante, compositore e produttore discografico italiano (n. 1919)
- 27 agosto - Šota Čočišvili, judoka sovietico (n. 1950)
- 28 agosto - Egiziano Bertolucci, calciatore italiano (n. 1922)
- 28 agosto - Guy von Dardel, fisico svedese (n. 1919)
- 28 agosto - Adam Goldstein, disc jockey statunitense (n. 1973)
- 28 agosto - Dave Laut, pesista statunitense (n. 1956)
- 29 agosto - Gennaro Angiulo, mafioso statunitense (n. 1919)
- 29 agosto - Giovanni Boato, fisico italiano (n. 1924)
- 29 agosto - Chris Connor, cantante statunitense (n. 1927)
- 29 agosto - Frank Gardner, pilota automobilistico australiano (n. 1930)
- 29 agosto - Mady Rahl, attrice tedesca (n. 1915)
- 30 agosto - Alberto Cianchi, dirigente sportivo e politico italiano (n. 1927)
- 30 agosto - Andrea Di Martino, botanico italiano (n. 1926)
- 31 agosto - Pete Darcey, cestista statunitense (n. 1930)
- 31 agosto - Barry Flanagan, scultore britannico (n. 1941)
- 31 agosto - Riccardo Fortini, altista italiano (n. 1957)
- 31 agosto - Torsten Lindberg, calciatore e allenatore di calcio svedese (n. 1917)